# Mammal Species of the World
Mammal Species of the World. A Taxonomic and Geographic Reference is een Engelstalig mammalogisch naslagwerk over onder andere de taxonomie, nomenclatuur en verspreiding van alle recente zoogdieren tot op soortniveau. Er zijn drie edities verschenen, in 1982, 1993 en 2005.
Het grootste gedeelte van het werk, de Checklist of Mammal Species of the World, bestaat uit de behandeling van de individuele taxa. De nadruk ligt op de lagere rangen; de indeling boven de orde wordt niet behandeld. Dit gedeelte is verdeeld in hoofdstukken, die sinds de tweede editie door aparte auteurs samengesteld worden. Dit gedeelte wordt gecompleteerd door een omvangrijke bibliografie en index.
De indeling is in de derde editie gebaseerd op McKenna en Bells gezaghebbende naslagwerk Classification of Mammals: Above the Species Level. De volgorde van geslachten en soorten is alfabetisch, maar bij hogere taxa is die gebaseerd op vermoedelijke verwantschappen.
De ingangen bevatten de wetenschappelijke naam van het taxon, de naam van de eerste beschrijver, het jaar van eerste beschrijving en de plaats van eerste beschrijving, een Engelse naam (alleen voor soorten, sinds de derde editie), de typelocatie (soorten) of typesoort (geslachten), de synoniemen, de beschermingsstatus volgens de Amerikaanse Endangered Species Act (U.S. ESA), de International Union for Conservation of Nature and Natural Resources (IUCN) en CITES (alleen voor soorten), het verspreidingsgebied (alleen voor soorten) en een commentaarsectie, die bijvoorbeeld afwijkende indelingen kan geven. In sommige hoofdstukken (bijvoorbeeld dat over de Muroidea) is die sectie uitgebreider dan in andere.
De eerste editie, geredigeerd door James H. Honacki, Kenneth E. Kinman en James W. Koeppl, werd in juni 1982 gepubliceerd en omvatte 4170 soorten op 694 pagina's.
De tweede editie werd geredigeerd door Don E. Wilson en DeeAnn M. Reeder en in juni 1993 door de Smithsonian Institution uitgegeven. Deze editie omvatte 4629 soorten, waarvan 171 sinds 1982 beschreven, op 1207 pagina's.
In december 2005 werd de derde editie gepubliceerd bij Johns Hopkins University, eveneens geredigeerd door Wilson en Reeder. Deze editie omvat 5416 soorten, waarvan 260 nieuw beschreven sinds 1993, op 2142 pagina's in twee delen. Deze editie omvatte daarnaast nog 37 378 synoniemen en 9373 literatuurverwijzingen.